# Pointe de la Guérite
La pointe de la Guérite est un cap de Guadeloupe.

## Géographie
Il se situe au sud du port de Port-Louis avec lequel il forme l'anse de la Guérite, et au nord de la pointe Gris-Gris. La ravine de la Vidange rejoint la mer à la pointe de la Guérite. 